# Kenny Kwok
Kwok Chi Ho (* 10. Februar 1968 in Hongkong), nach westlicher Namensreihenfolge auch Chi Ho Kwok, besser bekannt als Kenny Kwok, ist ein hongkong-chinesischer Poolbillard- und Snookerspieler. Nach Anfängen im Snooker, wo er unter anderem Vize-Asienmeister und US-Meister wurde, spielte er zu Beginn des 21. Jahrhunderts einige Jahre professionell Poolbillard.

## Karriere
Mitte der 1980er-Jahre wurde Kwok einer der führenden Snookerspieler in Hongkong. So wurde er zwischen 1987 und 1992 regelmäßig zu Amateurturnieren in Hongkong und der Volksrepublik China eingeladen, namentlich zum Hong Kong Masters, zur Hong Kong Challenge und zum Kent Classic. Bei diesen Gelegenheiten konnte er aber nie ein Spiel gewinnen. Zusätzlich meldete er sich 1991 für das World Masters an, verzichtete aber auf eine tatsächliche Teilnahme. Derweil profilierte sich Kwok als Amateur. So erreichte er 1988 das Finale der Asienmeisterschaft, wo er sich im Finale gegen James Wattana eine umkämpfte Partie lieferte, die erst im letztmöglichsten Frame entschieden wurde. Da Kwok diesen bei einem Punktestand von 54:57 verlor, wurde Wattana Asienmeister. Bei der anschließenden Amateurweltmeisterschaft schied er recht knapp in der Gruppenphase aus, wie auch bei den Ausgaben 1989 und 1990 und bei der Asienmeisterschaft 1990.
Nach über einem Jahrzehnt Abstinenz vom Snookersport trat Kwok 2004 bei der Snooker-Meisterschaft der Vereinigten Staaten wieder in Erscheinung und gewann prompt den Meistertitel. Bei seiner angestrebten Titelverteidigung 2005 unterlag er im Endspiel George Lai. Danach wechselte er zum Poolbillard. Zwischen 2008 und 2014 nahm Kwok rege an internationalen Poolbillardturnieren teil, insbesondere am World Cup of Pool und an den WPA-Meisterschaften in den Disziplinen 8-Ball, 9-Ball und 10-Ball. Nennenswerte Ergebnisse blieben aber aus. Zwischen 2008 und 2015 nahm er zudem mit einigem Erfolg an den Japan Open teil, zudem auch einige Male an den China Open. 2013 konnte er bei den Asian Indoor & Martial Arts Games eine Bronzemedaille im 9-Ball gewinnen.

## Erfolge
| Ausgang                   | Jahr | Turnier                                       | Finalgegner   | Ergebnis     |
| ------------------------- | ---- | --------------------------------------------- | ------------- | ------------ |
| Amateurturniere (Snooker) |      |                                               |               |              |
| Zweiter                   | 1988 | Asienmeisterschaft                            | James Wattana | 7:8          |
| Sieger                    | 2004 | Snooker-Meisterschaft der Vereinigten Staaten | Gruppenphase  | Gruppenphase |
| Zweiter                   | 2005 | Snooker-Meisterschaft der Vereinigten Staaten | George Lai    | 2:4          |